# Kappa Aquarii
Kappa Aquarii (κ Aqr / κ Aquarii) es una estrella binaria de la constelación de Acuario. Tiene el nombre tradicional de Situla, una palabra latina que significa "jarra de agua". Este sistema es visible a simple vista, pero es débil en una magnitud aparente de 5,04. Sobre las mediciones realizadas durante la misión Hipparcos, la distancia a Kappa Aquarii es de alrededor de 214 años luz (66 parsecs). Su compañera, Situla B, se ubica a 98,3 segundos de arco de distancia y tiene una magnitud aparente de 8,8.
El componente más brillante es una estrella gigante con una clasificación estelar de K2 III. Se ha agotado el suministro de hidrógeno en su núcleo y se ha expandido a 13 veces el radio solar, Kappa Aquarii está irradiando 60 veces la luminosidad del Sol a partir de su envoltura exterior a una temperatura efectiva de 4581 K, dándole el brillo de color amarillo anaranjado de una estrella de tipo K.

## En la cultura
En China, 虛梁 (Xu Liang), lo que significa Templo, se refiere a un asterismo formado por κ Aquarii, 44 Aquarii, 51 Aquarii y HD 216718. En consecuencia, κ Aquarii sí se conoce como 虛梁三 (Xu Liang san,"la tercera estrella del templo"). A partir de este nombre chino, se apareció el nombre Heu Leang, es decir, el puente de vacío
USS Situla (AK-140) fue una nave de carga de la marina de Estados Unidos, llamado así por la estrella.